# Semuc Champey
Semuc Champey est une aire protégée dans le département d'Alta Verapaz au Guatemala près de la ville maya de Lanquín.